# Santo Antônio do Paraíso
Santo Antônio do Paraíso é um município brasileiro do estado do Paraná. Sua população, conforme o Censo 2010 do Instituto Brasileiro de Geografia e Estatística é de 2.410 habitantes.

## Etimologia
Inicialmente, o nome dado pelos colonos foi Patrimônio do Dez, em referencia a distância entre a localidade e a estrada que liga Nova Fátima a Congonhinhas. Em seguida, o nome enquanto distrito foi Santo Antônio do Pary, em referencia a um manancial da região. Por fim, o nome de Santo Antônio do Paraíso foi escolhido na emancipação.

## História
O povoamento da localidade iniciou-se em meados dos anos 1930, no âmbito do ciclo do café no norte pioneiro paranaense. A origem dos colonos é variada, com predominantemente sendo das regiões de Piraí do Sul e Ibaiti, do estado de São Paulo e do estado do Rio Grande do Sul. O loteamento do assentamento urbano é datado dos anos 1950, feito pelo engenheiro Elias Danher e pelo agremensor Eugenio Machado de Almeida.
Através da Lei Estadual n°1.573, de 14 de dezembro de 1953, foi criado o Distrito Administrativo de Santo Antônio do Pary. Em 25 de julho de 1960, através da Lei Estadual n°4245, foi criadoo o município de Santo Antônio do Paraíso, emancipado de São Jerônimo da Serra. A instalação oficial ocorreu no dia 29 de outubro de 1961.

## Infraestrutura

### Transporte
O município está servido apenas por uma rodovia, a PR-218. Ela liga o município (sentido leste) a PR-160, que por sua vez faz a ligação com Nova Fátima e Congonhinhas, e (sentido oeste) a São Sebastião da Amoreira.